# Paya Keureuleh
Paya Keureuleh is een bestuurslaag in het regentschap Aceh Besar van de provincie Atjeh, Indonesië. Paya Keureuleh telt 489 inwoners (volkstelling 2010).